# Thiago Tavares
Thiago de Mello Tavares, född 8 november 1984 i Florianópolis, är en brasiliansk MMA-utövare som 2007–2016 tävlade i organisationen Ultimate Fighting Championship.